# Serginho Chulapa
Sérgio Bernardino, també conegut com a Serginho o Serginho Chulapa (São Paulo, 23 de desembre de 1953) és un exfutbolista brasiler que va jugar com a davanter centre.